# Различак
Различак (лат. Centaurea jacea) који се понегде у Србији назива још и зечина или васиљак, је врста биљке из породице главочика.

## Опис биљке
Стабло је најчешће високо 40-80 cm, усправно је, може бити гранато, али и не, угласто, голо или са паучинастим длакама. Поземно стабло је ризом који је гранат и дебео.
Листови су зелени и могу бити длакави, а разликују се они у горњем делу од оних којих су постављени ниже. Наиме, нижи листови имају дршку, јајасто су ланцетасти или ланцетасти, цели или режњевити, док су листови на средини или у горњем делу стабла седећи, дугуљасти или ланцетасти, цели и са заобљеном или суженом основом.
Цветови скупљени у цвасти главице које су најчешће појединачне, ређе по пар њих заједно. Постављене су терминално. Инволукрум је јајастог или јајасто-лоптастог облика, 10-20 mm дугачак и 7-20 mm широк. Листићи инволукрума имају суви кожасти наставак. Боја цветова је светлопурпурна, ређе су цветови бели. Ободни цветови су готово увек стерилни, зрачни и нејасно дворежњевити. Цвета од јуна до октобра.
Ахенија је гола или прекривена финим длакама, бледосива до светлосмеђа, слабо избраздана и сјајна, дужине око 3 mm.

## Станиште
Ово је ливадска биљка, али се може наћи и у деградираним храстовим и грабовим шумама и шикарама, као и уз путеве и рурална насеља.

## Значај
Различак је лековита и медоносна биљка. Није нарочито квалитетна крмна биљка, јер јој је стабљика груба, али младе листове стока пасе. Такође, може бити и украсна биљка.